# Ally Financial
Ally Financial, «Э́лай Файнэ́ншиэл» — банковская холдинговая компания со штаб-квартирой в городе Детройт, штат Мичиган; основой компании является Ally Bank со штаб-квартирой в городе Сэнди (штат Юта). Компания предоставляет финансовые услуги, в том числе автофинансирование, корпоративное финансирование, страхование, ипотечные кредиты, биржевые услуги и онлайн-банкинг. Ally является одним из крупнейших автокредиторов в США по объёму выданных кредитов и входит в двадцатку крупнейших банков США.

## История
Компания была основана в 1919 году корпорацией General Motors под названием General Motors Acceptance Corporation (GMAC) для кредитования покупок своей продукции. В 1938 году компанией была создана дочерняя структура по автострахованию Motors Insurance Corporation. В 1985 году компания вышла на рынок ипотечного кредитования. В 1999 году ипотечное подразделение было расширено за счёт покупки компании Ditech. В 2005 году компания образовала Residential Capital (ResCap) в качестве холдинговой компании для своих ипотечных операций.
В 2006 году General Motors Corporation продала 51 % акций GMAC частной инвестиционной компании Cerberus Capital Management. Также в том же году GMAC лишилась контрольного пакета акций GMAC Commercial Holdings и Capmark Financial Group, продав их Goldman Sachs, Kohlberg Kravis Roberts и Five Mile Capital Partners. В 2009 году компания Capmark подала заявление о банкротстве, и её североамериканский бизнес по привлечению и обслуживанию займов был приобретен Berkadia, совместным предприятием Leucadia и Berkshire Hathaway.
24 декабря 2008 года Федеральная резервная система разрешила преобразование финансовой компании в банковскую холдинговую компанию. В результате потерь в бывшей дочерней компании ResCap, казначейство Соединенных Штатов инвестировало в компанию в 2008—2009 годах $17,2 млрд. Казначейство продало свою последнюю долю в компании в 2014 году.
15 мая 2009 года банковское подразделение GMAC изменило своё название на Ally Bank, а в мае 2010 года GMAC стала называться Ally Financial. В 2012 году компания продала свои канадские банковские операции Royal Bank of Canada. В апреле 2014 года Ally Financial стала публичной компанией, проведя первичное размещение акций. В 2015 году штаб-квартира была перенесена в One Detroit Center, переименованный в Ally Detroit Center.

## Деятельность
Ally является одним из крупнейших банковских автокредиторов в США по объёму выданных кредитов. Компания предлагает финансовые услуги, такие как розничное автокредитование и лизинг, дилерские кредитные линии, страховое покрытие и услуги аукциона транспортных средств.
Компания владеет SmartAuction, платформой для автоаукционов через веб-сайт и мобильное приложение. Платформа содержит каждый день более 22 000 автомобилей. С момента запуска в 2000 году было продано более 5 миллионов транспортных средств, а в 2016 году было продано 364 000 автомобилей.
Активы Ally Financial на конец 2020 года составляли 182 млрд долларов, принятые депозиты — 137 млрд. Ally Bank предлагает сберегательные продукты, в том числе депозитные сертификаты (CDs), онлайн-сберегательные счета, процентные чековые счета, счета на денежном рынке, ипотечные кредиты и кредитные карты. Ally Bank является членом Федеральной корпорации по страхованию вкладов.